# Shimizu Corporation
Shimizu Corporation ist die englische Eigenübersetzung der Shimizu kensetsu kabushiki-gaisha (japanisch 清水建設株式会社, „Shimizu Bau Aktiengesellschaft“), einem japanischen Architektur-, Bau- und Infrastrukturunternehmerunternehmen mit Hauptsitz im Bezirk Chūō in Tokio. Sie gehört zu den führenden Bauunternehmen in Japan (Zenekon) und der Welt. Das Familienunternehmen ist an den Börsen von Tokio und Osaka notiert und Bestandteil des Nikkei 225.

## Geschichte

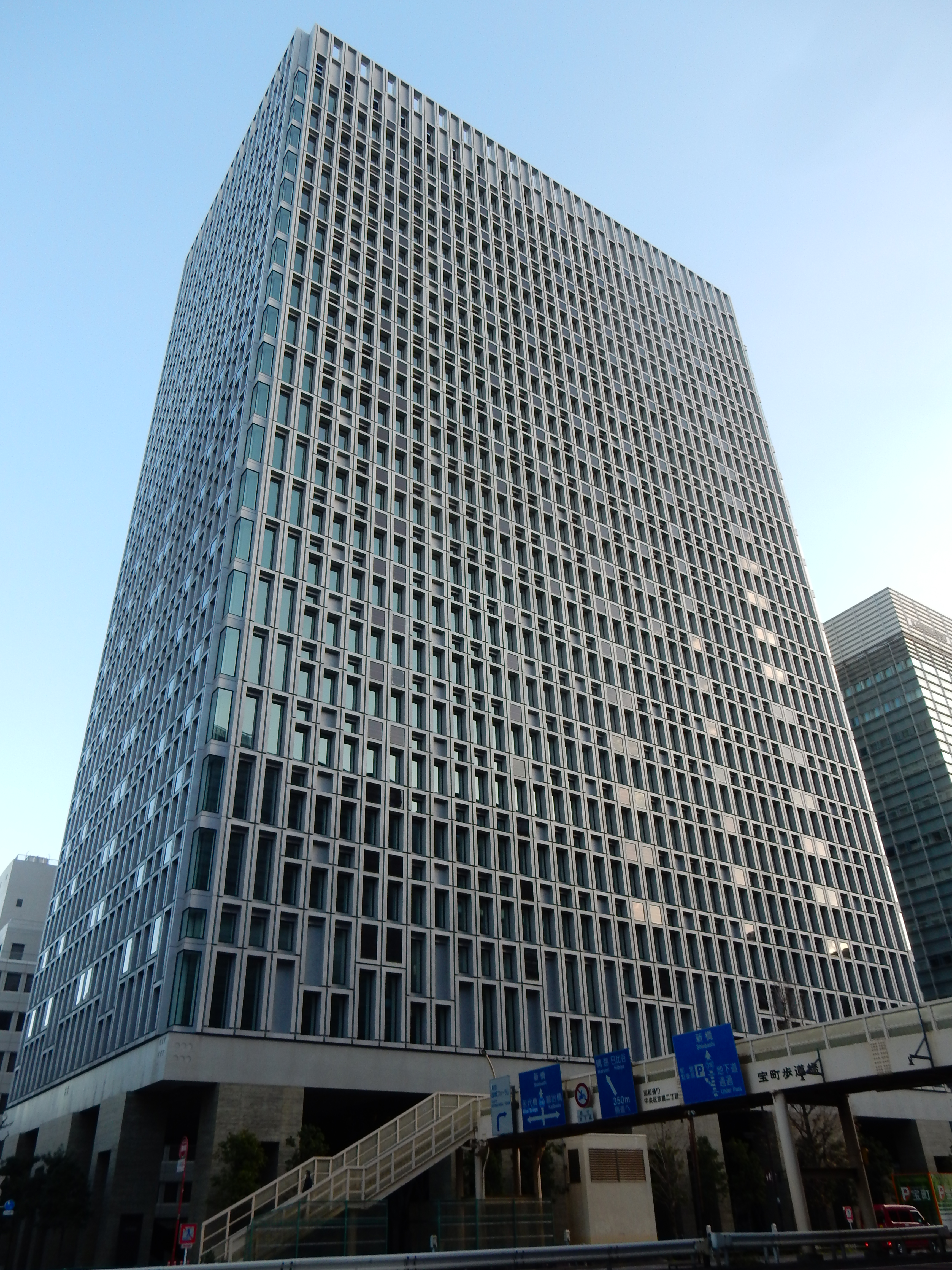
Hauptsitz in Tokio (2018)

Das Unternehmen ist nach seinem Gründer Kisuke Shimizu benannt, der im Dorf Koba, Etchu (heute Teil von Toyama), geboren wurde und nichts mit der früheren Stadt Shimizu in der Präfektur Shizuoka zu tun hat. Kisuke Shimizu gründete das Unternehmen im Jahr 1804 in Edo (heute Tokio). Das Unternehmen baute viele bedeutende Gebäude in Tokio bereits in der Zeit von dem Zweiten Weltkrieg, wie das Hotel Tskige (1868), welches das erste Hotel für Westler war oder das alte Dai-ichi Life-Gebäude (1921), eines der ersten modernen Hochhäuser in Japan.
Nach einem Börsengang wurden die Aktien des Unternehmens 1962 an der Börse von Tokio gelistet, wobei die Gründerfamilie in den 2020er Jahren weiterhin ein Zehntel der Aktien kontrolliert. In der Zeit nach dem Zweiten Weltkrieg expandierte das Unternehmen unter dem 1987 eingeführten internationalen Namen Shimizu Corporation international und verfügt über ein Netzwerk, das sich über Asien, Europa, Nordamerika, den Nahen Osten und Afrika erstreckt, mit zahlreichen internationalen Großaufträgen. Das Unternehmen bezog 2012 seinen neu gebauten Hauptsitz in Chūō. Der vorherige Hauptsitz hatte sich in Minato befunden.

## Tätigkeiten
Als Generalunternehmer ist die Shimizu Corporation in alle Stufen der Umsetzung von Bauprojekten involviert
- Planung & Beratung
- Entwicklung & Finanzierung
- Entwurf
- Konstruktion
- Gebäudemanagement
- Instandhaltung
- Renovierung
- Forschung & Entwicklung

## Projekte

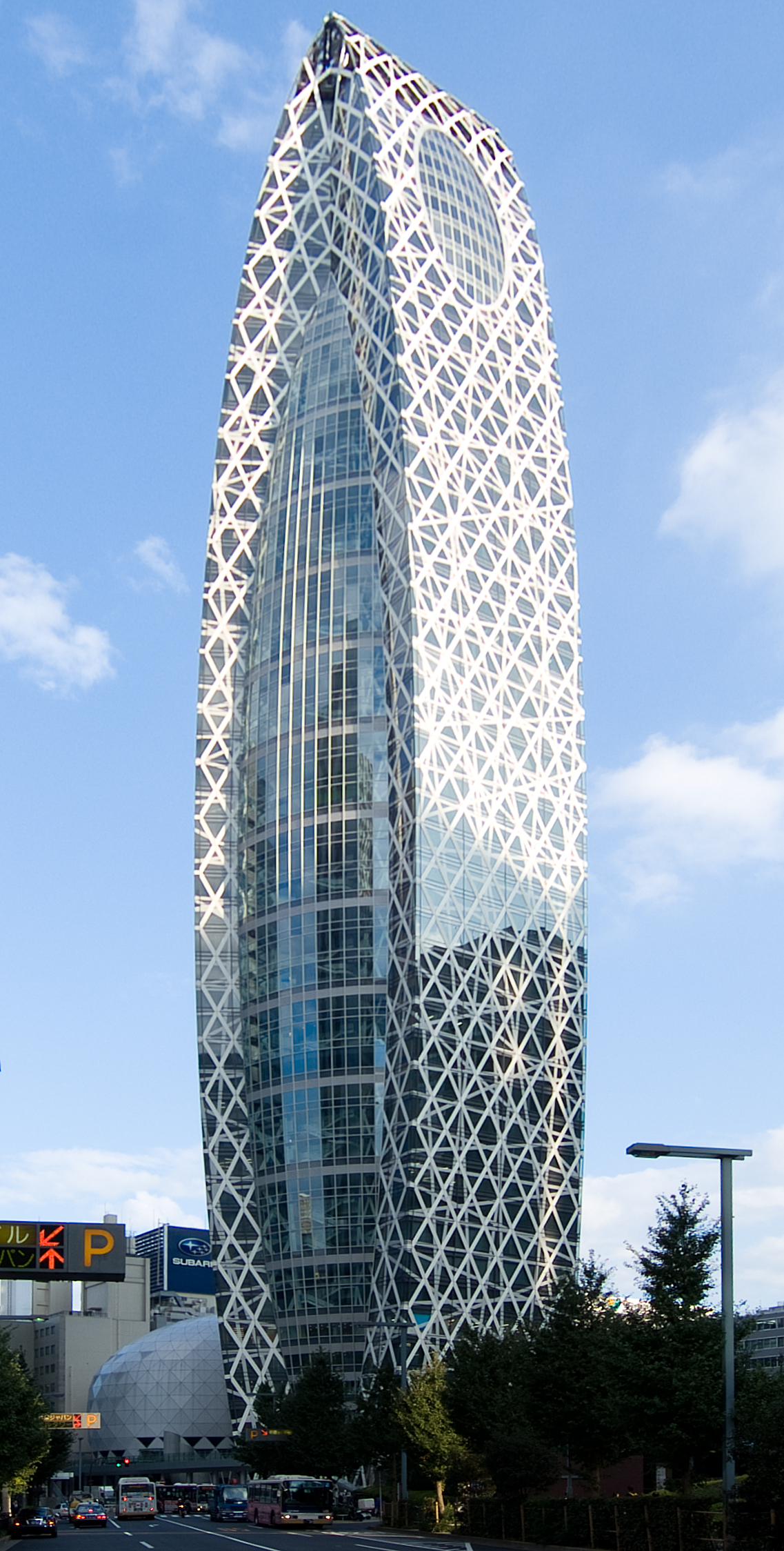
Mode Gakuen Cocoon Tower

### Japan
- Kokuritsu Yoyogi Kyōgijō
- Tōkyō-wan-Aqua-Line
- Startbahn D des Flughafen Tokio-Haneda
- Cargo-Terminal des Flughafen Fukuoka
- Mode Gakuen Cocoon Tower

### International
- MRT Singapur
- Terminal 3 des Flughafen Singapur
- Malaysia-Singapore Second Link
- Linie 1 der U-Bahn Ho-Chi-Minh-Stadt
- Nord-Süd-Linie der MRT Jakarta

### Visionen
Die Shimizu Corporation ist auch für eine Reihe von aufsehenerregenden futuristischen Projektentwürfe bekannt. So wurde 2004 ein Konzept für die Shimizu Mega-City Pyramid vorgestellt, eine zwei Kilometer hohe Pyramidenstadt für eine Million Menschen. Das Unternehmen hat auch Konzepte veröffentlicht für u. a. eine Mondbasis, ein Weltraumhotel sowie einen aus Solarmodulen bestehenden Ring um den Mond, um Sonnenenergie zu produzieren und über Laser und Mikrowellen an die Erde zu senden.